# Стефан Тинтеров
 Тази статия е за поета.  За музикалния критик вижте Стефан Тинтеров (музикален критик).  
Стефан Константинов Тинтеров е български юрист и правозащитник, а също и поет символист, известен с псевдонима Вен Тин.

## Биография
Стефан Тинтеров е роден в Бургас на 22 март 1885 г. в семейството на Мария и Константин Тинтерови. Баща му е родом от Калофер, възрожденец, сподвижник на П. Р. Славейков; адвокат и общественик, автор на текстовете на някои от най-популярните за времето песни: „Цвете мило, цвете красно…“ и „В цветя, в треви зелени…“.
Стефан Тинтеров завършва основно образование в родния си град, а след това учи в класическия отдел на Пловдивската мъжка гимназия, където до голяма степен се определят духовните му интереси (1892–1903). През есента на 1903 г. е приет за студент в Юридическия факултет на Софийския университет. През 1904–1906 г. работи като парламентарен стенограф в Народното събрание и продължава да следва.
За пръв път се печата стихове през 1905 г. През 1906 г. официално дебютира с цикъл стихотворения в сп. „Демократически преглед“ – едно от най-авторитетните обществено-политически и литературни издания на епохата с редактор Тодор Влайков. До 1912 г., когато се явява последното му приживе отпечатано стихотворение – „В памет на П. П. Славейкова“, Вен Тин ритмично сътрудничи на списанието като помества в него стихотворения и рецензия за стихосбирката на П. К. Яворов „Подир сенките на облаците“.
През 1909 г. се дипломира като юрист и се завръща в Бургас. На следващата година е назначен за заместник-прокурор в Стара Загора. Едновременно с това получава и най-голямото си литературно признание – десет негови стихотворения са включени в „Българска антология. Нашата поезия от Вазова насам“, под съставителството на Димитър Подвързачов и Димчо Дебелянов.
1911-а е годината на неговата женитба и на активно сътрудничество в периодичните издания „Женски глас“ и „Гражданка“, редактирани от Жени Божилова-Патева – една от най-известните български феминистки. Публикува оригинални стихотворения и проза, преводи и статии, голяма част от които защитават правото на жените да участват в обществения живот.
През лятото на 1912 г. по време на служебен оглед край едно старозагорско село конят хвърля Стефан Тинтеров и той се наранява тежко в гръдния кош. Кръвоизливът и 15-дневните мъки слагат край на живота му на 6 юли. Три месеца след смъртта му се ражда неговият син Стефан.

## Творчество
От 1906 г. започва да сътрудничи на списание „Демократически преглед“. От 1907 г. е неразделен приятел на Петко Росен. Публикува проза, статии, рецензии в периодичния печат. Автор е на философската поема „Градът“ (1910) и на няколко литературно-критични статии. Превежда френски и немски поети.
Първото самостоятелно издание на творчеството на поета-символист е съставеният от Владимир Стоянов сборник „Призраци“ (1994). Сборникът е публикуван и в Интернет (2001).